# Беспалый, Денис Александрович
Дени́с Алекса́ндрович Беспа́лый (бел. Дзяніс Аляксандравіч Бяспалы; род. 10 апреля 1974, Минск) — российский актёр театра и кино.

## Биография
Родился 10 апреля 1974 года в Минске. Отец — Александр Сергеевич Беспалый (1948—2016), актёр театра и кино. Младший брат — Максим Беспалый, режиссёр и креативный продюсер компании «Star Media».
В 16 лет, вопреки недовольству родителей, переехал в Москву и поступил во ВГИК (курс А. Джигарханяна), который окончил в 1995 году.
Дебютировал в кино в 1992 году, но активно сниматься стал только с 2007 года. Работал в Новом Драматическом Театре: так, в 1997—1998 годах исполнял роль Баркалова в спектакле «Блажь» по произведению А. Н. Островского.
В 1998 году побывал в гостях у однокурсника своего отца Владимира Антоника, который пригласил Беспалого поработать в закадровом озвучивании на студии «Selena International». Спустя некоторое время Денис перешёл и в дубляж фильмов, стал активно работать с режиссёрами Леонидом Белозоровичем и Ярославой Турылёвой. С 2013 года также работает режиссёром дубляжа и сотрудничает с компанией «Star Media» в её исторических документальных циклах.
В 2015—2018 гг. играл на сцене Активного театра в спектакле «Толстого нет» по пьесе Ольги Погодиной-Кузьминой (роль — Илья Львович).

## Фильмография

### Актёрские работы
| Год       |   | Название                                          | Роль                                                 |
| --------- | - | ------------------------------------------------- | ---------------------------------------------------- |
| 1992      | ф | Кооператив «Политбюро», или Будет долгим прощание | Имя персонажа не указано                             |
| 1994      | ф | Цветы провинции                                   | Имя персонажа не указано                             |
| 1994      | ф | Лето любви                                        | Митя                                                 |
| 1998      | ф | Печь                                              | Имя персонажа не указано                             |
| 2005—2006 | с | Чёрная богиня                                     | Хома                                                 |
| 2006      | с | Тихий Дон                                         | Имя персонажа не указано                             |
| 2006—2007 | с | Гонка за счастьем                                 | Ленчик                                               |
| 2007      | ф | Ярик                                              | Имя персонажа не указано                             |
| 2007      | с | Своя команда                                      | военрук                                              |
| 2007      | ф | Исчезновение                                      | Денис                                                |
| 2008—2008 | с | Разведчики. Война после войны                     | «Боцман», бандит                                     |
| 2008      | ф | Почтальон                                         | Имя персонажа не указано                             |
| 2008      | ф | Лабиринты любви                                   | Олег, друг и напарник Стаса                          |
| 2008      | ф | Братья-детективы                                  | Имя персонажа не указано                             |
| 2009      | ф | Хозяйка тайги                                     | Димон                                                |
| 2009      | ф | Золотой капкан                                    | Имя персонажа не указано                             |
| 2009      | ф | Правительство США против Рудольфа Абеля           | Имя персонажа не указано                             |
| 2009      | ф | Счастье разведчика                                | Имя персонажа не указано                             |
| 2009      | ф | Всё, что нужно - это любовь                       | Евсеев                                               |
| 2009—2010 | с | Кармелита. Цыганская страсть                      | капитан Куликов, следователь                         |
| 2009      | ф | Вердикт                                           | Гребельский, свидетель                               |
| 2009      | ф | Братаны                                           | Аслан                                                |
| 2010      | с | Дом образцового содержания                        | Кирюха, подручный Джокера (20-26 серии)              |
| 2010—2011 | с | Институт благородных девиц                        | Фёдор, главарь душегубов                             |
| 2010      | с | Учитель в законе. Продолжение                     | Лимон                                                |
| 2010      | ф | В лесах и на горах                                | Макар                                                |
| 2011      | ф | Чёрные волки                                      | Матвей Дудкин                                        |
| 2011      | ф | Поединки. Выбор агента Блейка                     | Имя персонажа не указано                             |
| 2012—2013 | с | Тайны института благородных девиц                 | Фёдор, главарь душегубов                             |
| 2013      | ф | Без права на выбор (Касым)                        | Николай                                              |
| 2013      | с | Склифосовский-3                                   | сотрудник ФСБ                                        |
| 2013      | с | Петля времени                                     | Мишка Лейгер, душегуб                                |
| 2013      | с | Романовы                                          | Фёдор Леонтьевич Шакловитый / читает текст за кадром |
| 2014      | с | Чудотворец                                        | Аркадий Андреевич Астанин, адвокат                   |
| 2014      | с | Мужские каникулы                                  | Геннадий Верстюк, капитан полиции                    |
| 2014      | ф | Тимур и команда                                   | отец Кати                                            |
| 2015      | с | Город                                             | Владимир Потапов (Вовчик)                            |
| 2015      | с | Отдел                                             | Виталий Старков                                      |
| 2017      | ф | Последний богатырь                                | кузнец                                               |
| 2018      | с | Пляж. Жаркий сезон                                | капитан Сомов                                        |
| 2019      | с | Тайны госпожи Кирсановой                          | Казначеев (фильм 17 «Исчезновение»)                  |
| 2018      | с | Бобры                                             | майор Харичев                                        |
| 2019      | с | Рюриковичи                                        | Владимир Мономах / читает текст за кадром            |
| 2019      | с | Алекс Лютый                                       | Голубев, отец Алекса                                 |
| 2019      | с | Адвокатъ Ардашевъ. Тайна персидского обоза        | Иван Самоваров                                       |
| 2019      | с | Золото Лагина                                     | Соболев                                              |
| 2021      | с | Собор                                             | Гаврила Никитич, князь                               |
| 2022      | с | Заключение                                        | Борис Чадов, автомеханик                             |

### Режиссёр
- 2016 — Нулевая мировая (документальный сериал)[4]

## Дубляж и закадровое озвучивание

### Фильмы и телесериалы

#### Рассел Кроу
- 2012 — Отверженные — инспектор Жавер[5]
- 2014 — Ной — Ной[6]
- 2019 — Самый громкий голос — Роджер Айлз (закадровый перевод «Новамедиа»)[7]

#### Кристиан Бейл
- 2005 — Бэтмен: Начало — Брюс Уэйн / Бэтмен[5]
- 2006 — Престиж — Альфред Борден[8]
- 2008 — Тёмный рыцарь — Брюс Уэйн / Бэтмен[5]
- 2012 — Тёмный рыцарь: Возрождение легенды — Брюс Уэйн / Бэтмен[5]

#### Другие работы
| Год  |   | Название            | Роль                             |
| ---- | - | ------------------- | -------------------------------- |
| 2010 | ф | Из Парижа с любовью | Джонатан Рис Майерс — Джеймс Рис |
| 2011 | ф | Области тьмы        | Брэдли Купер — Эдди Мора         |
| 2014 | ф | Великий уравнитель  | Дензел Вашингтон — Роберт Маккол |

### Мультфильмы и мультсериалы
- 2009—2013 — Пингвины из Мадагаскара — Шкипер, Ковальски, второстепенные персонажи[5]

### Озвучивание компьютерных игр
- 2024 — Смута — рассказчик
- 2022 — ELEX 2 — Джакс[9]
- 2021 — Outriders — Кан Чоу Су[10]
- 2020 — Cyberpunk 2077 — Мистер Хэндс[10]
- 2020 — Assassin’s Creed Valhalla — Убба Рагнарссон[10]
- 2020 — Marvel’s Avengers — Тони Старк / Железный человек[10]
- 2019 — Lost Ark — Сайка[11]
- 2019 — Erica — Люсьен Флауэрс[10]
- 2018 — Far Cry 5 — Иаков Сид[10]
- 2018 — The Crew 2 — Уэйд Палмер[10]
- 2017 — Need for Speed: Payback — Шон Маккалистер[10]
- 2017 — StarCraft: Remastered — Осадный танк[12]
- 2016 — Uncharted 4: A Thief’s End — Нейтан Дрейк[10]
- 2016 — Ведьмак 3: Дикая Охота — Кровь и вино — Регис[13]
- 2015 — Uncharted: Drake’s Fortune — Нейтан Дрейк (в составе Uncharted: The Nathan Drake Collection)[14]
- 2015 — Just Cause 3 — Себастьяно ди Равелло[10]
- 2015 — Need for Speed — Магнус Уолкер[10]
- 2015 — Zombi — Питер Найт[10]
- 2015  — Dota 2 — Dazzle, Sven[15]
- 2015 — Tom Clancy’s Rainbow Six: Siege — Колин «Warden» Маккинли[10]
- 2014 — Assassin’s Creed Rogue — Лайам О’Брайан[10]
- 2014 — Assassin’s Creed Unity — Советник Жака де Моле / Шарль Габриэль Сивер[10]
- 2014 — Watch Dogs — Эйден Пирс[16]
- 2013 — Crysis 3 — Майкл «Псих» Сайкс[10]
- 2013 — Assassin’s Creed IV: Black Flag — Бартоломью Робертс / Джон Стэндиш[10]
- 2013 — Far Cry 3: Blood Dragon — Боевой дракон[10]
- 2013 — Battlefield 4 — Кимбл «Ирландец» Грейвс[10]
- 2012 — Assassin’s Creed III — Пол Ревир / Джон Питкерн[10]
- 2012 — Medal of Honor: Warfighter — Дасти[10]
- 2011 — Driver: San Francisco — Джон Таннер[5]
- 2011 — Uncharted 3: Drake's Deception — Нейтан Дрейк[5]
- 2010 — Heavy Rain — Картер Блейк[10]
- 2010 — Call of Duty: Black Ops — Алекс Мэйсон[10]
- 2009 — Uncharted 2: Among Thieves — Нейтан Дрейк[5]
- 2009 — The Wheelman — Майло Берик (Вин Дизель)[5]
- 2008 — Far Cry 2 — Наёмники ОФОТ и СНС[17]
- 2007 — Uncharted: Drake's Fortune — Нейтан Дрейк[10]